# Nậm Mó
Nậm Mó, có văn liệu viết là Nậm Mở hay Nậm Mơ, là phụ lưu cấp 1 của Nậm Mu, phụ lưu cấp 2 của sông Đà, Việt Nam .
Nậm Mó chảy qua các tỉnh Yên Bái  và Lai Châu .
Sông có chiều dài 39 km và diện tích lưu vực là 204 km² .

## Dòng chảy
Nậm Mó khởi nguồn từ các suối ở phần đông xã Lao Chải huyện Mù Cang Chải, Yên Bái 21°47′38″B 104°04′16″Đ / 21,793803°B 104,071169°Đ .
Sông chảy về hướng tây, qua các xã Mường Kim và Khoen On huyện Than Uyên, Lai Châu thì đổi hướng tây nam.
Tại bản Mở (bên dưới bản On) xã Khoen On thì Nậm Mó đổ vào Nậm Mu bên bờ trái 21°43′27″B 103°51′00″Đ / 21,724179°B 103,849978°Đ. Cửa sông nay đã ở hồ nước của thủy điện Huội Quảng.

## Thủy điện
Dự án thủy điện Nậm Mở có 3 bậc trên dòng chính.
- Thủy điện Nậm Mở 2 có công suất lắp máy 12 MW với 2 tổ máy, xây dựng trên dòng Nậm Mở tại bản Mùi xã Khoen On, khởi công tháng 12/2010, dự kiến hoàn thành quý 4 năm 2013 [6].
- Thủy điện Nậm Mở 3  có công suất lắp máy 10 MW với 2 tổ máy, xây dựng trên dòng Nậm Mở tại xã Khoen On, khởi công tháng 5/2007, dự kiến hoàn thành quý 2 năm 2009 [7], đã chính thức phát điện thương phẩm từ tháng 6/2012.[8].

## Chỉ dẫn
1. ↑  Trong tiếng Thái-Tày "Nậm" có nghĩa là nước, sông, suối.